# Liste des maires de Wasquehal
Avant la Révolution française, la ville de Wasquehal est sous l'autorité  de Charles-Joseph Lespagnol de Grimbry qui en 1782, réunifie les seigneuries de Wasquehal-la Marque et de Wasquehal-Paroisse.
Durant sont histoires, Wasquehal est administrée par des hommes de fiefs, baillis, lieutenant du Roi, greffiers, agents municipaux puis des maires. Selon l'époque, les maires des communes françaises sont nommés par le pouvoir central ou élus par le conseil municipal, mais toujours titulaires de la nationalité française. De 1796 à 1800, chaque commune comme Wasquehal, dont la population est inférieure à cinq mille habitants est administrée par un agent municipal et un adjoint.
Depuis les élections municipales de 2001, les conseillers municipaux peuvent être des citoyens des pays membres de l'Union européenne conformément aux dispositions de l'article 8B du Traité de Maastricht, ils ne peuvent toutefois pas être élus maires ou maires-adjoints.
La commune de Wasquehal, instituée par la Révolution française est, depuis l'établissement des maires en 1790, une ville ancrée à droite. La gauche est au pouvoir de 1901, avec l'arrivée du socialiste Louis Lejeune-Mullier, jusqu'en 1968 avec l'arrivée de Pierre Herman sous l'investiture de l'UNR.
À l'occasion de l'élection municipale de 2014, Stéphanie Ducret, ancienne conseillère municipale de Gérard Vignoble, devient la première femme, maire de Wasquehal.

## Liste des maires

### Liste des maires de 1790 à 1800
| No | Nom                       | Début du mandat | Fin du mandat | Appartenance politique | Notes                                                 |
| -- | ------------------------- | --------------- | ------------- | ---------------------- | ----------------------------------------------------- |
| 1  | Jean-Joseph Brulois       | 1790            | 1793          | Républicain            | Laboureur Censier                                     |
| 2  | Louis-Joseph Deleporte    | 1793            | 1794          | Républicain            | Censier du fief de La Masure Ancien lieutenant du roi |
| 3  | Jean-Joseph Brulois       | 1794            | 1796          | Républicain            | Laboureur Censier                                     |
| 4  | Pierre-Albert Dumortier   | 1796            | 1797          | Républicain            | Censier                                               |
| 5  | Louis-Joseph Deleporte    | 1797            | 1798          | Républicain            | Censier du fief de La Masure Ancien lieutenant du roi |
| 6  | Jacques-François Leuridan | 1798            | 1799          | Républicain            | Censier du fief du Triestres                          |
| 7  | Louis-Joseph Deleporte    | 1799            | 1800          | Républicain            | Censier du fief de La Masure Ancien lieutenant du roi |

### Liste des maires de 1800 à 1870
| No | Nom                                            | Début du mandat | Fin du mandat | Appartenance politique | Notes |
| -- | ---------------------------------------------- | --------------- | ------------- | ---------------------- | --- |
| 8  | Charles Hyacinthe Joseph Lespagnol de Grimbry  | 1800            | 1845          | Noblesse               | Chevalier Conseiller à la cour Conseiller du parlement de Flandres Propriétaire terrien Avocat au tribunal de première instance de Lille |
| 9  | François-Joseph Leuridan                       | 1845            | 1848          | Républicain            | Censier du fief du Triestres |
| 10 | Charles François Marie Le Prévost de Basserode | 1848            | 1849          | Noblesse               | Chevalier Colonel sous Napoléon 1er Élève de Louis XVI                                                                                   |
| 11 | Louis-Théodore-Joseph Brulois                  | 1849            | 1870          | Républicain            | Censier |

### Liste des maires de 1870 à 1901
| No | Nom                                | Début du mandat | Fin du mandat | Appartenance politique | Notes                                                                                 |
| -- | ---------------------------------- | --------------- | ------------- | ---------------------- | ------------------------------------------------------------------------------------- |
| 12 | Joseph-Adrien-Henri Mallez-Regnard | 1870            | 1871          | Républicain            | Propriétaire terrien Membre de la société nationale de protection de la nature        |
| 13 | Célestin Droulers                  | 1871            | 1890          | Républicain            | Fabricant de sucre Distillateur                                                       |
| 14 | Louis Joseph Tiberghien            | 1890            | 1891          | Républicain            | Cultivateur Maire de Wasquehal après le décès en cours de mandat de Célestin Droulers |
| 15 | Désiré Delesalle                   | 1891            | 1892          | Républicain            | Rentier                                                                               |
| 16 | Victor Delourme                    | 1892            | 1896          | Républicain            | Cabaretier Tonnelier                                                                  |
| 17 | Désiré Delesalle                   | 1896            | 1901          | Républicain            | Rentier                                                                               |

### Liste des maires de 1901 à 1945
| No | Nom                   | Début du mandat | Fin du mandat | Appartenance politique | Notes                                                                                                 |
| -- | --------------------- | --------------- | ------------- | ---------------------- | --- |
| 18 | Louis Lejeune-Mulliez | 1901            | 1919          | SFIO                   | Voyageur de commerce Marine nationale Cabaretier                                                      |
| 19 | Charles Lepers        | 1919            | 1921          | SFIO                   | Charpentier Entrepreneur                                                                              |
| 20 | Henri Détailleur      | 1921            | 1944          | SFIO                   | Cafetier Résistant Député de la 8e circonscription de Lille (1928 → 1932) Conseiller d'arrondissement |
| 21 | Paul Marquilly        | 1944            | 1945          | CFLN                   | Commerçant                                                                                            |

### Liste des maires de 1945 à 1968
| No | Nom                | Début du mandat | Fin du mandat | Appartenance politique | Notes                                         |
| -- | ------------------ | --------------- | ------------- | ---------------------- | --------------------------------------------- |
| 22 | Ernest Dujardin    | 1945            | 1953          | SFIO                   | Instituteur Président des anciens combattants |
| 23 | Gaston Heurtematte | 1953            | 1965          | SFIO                   | Employé de la Cima                            |
| 24 | Victor Honoré      | 1965            | 1968          | SFIO                   | Magasinier                                    |

### Liste des maires depuis 1968
| No | Nom              | Début du mandat | Fin du mandat | Appartenance politique                 | Notes |
| -- | ---------------- | --------------- | ------------- | -------------------------------------- | --- |
| 25 | Pierre Herman    | 1968            | 1977          | UNR                                    | Résistant Syndicaliste Cadre d'entreprise Député de la 8e circonscription du Nord (1962 → 1967 puis 1968 → 1973) Conseiller régional du Nord-Pas-de-Calais (1973 → 1977) |
| 26 | Gérard Vignoble  | 1977            | 2014          | PS puis UDF-CDS puis MoDem puis NC-UDI | Technicien supérieur des PTT Conseiller général du parti socialiste Député de la 8e circonscription du Nord (1988 → 1997 puis 2002 → 2007) Conseiller régional du Nord-Pas-de-Calais (1992 puis 1998 → 2002) Conseiller général du canton de Roubaix-Ouest                                               |
| 27 | Stéphanie Ducret | 2014            | en cours      | UDI                                    | Administratrice de la CAF de Roubaix Membre du conseil de la famille de l'Université Lille-III Présidente de l'association des parents d'élèves du collège de Marcq-en-Baroeul Conseiller régional du Nord-Pas-de-Calais Élection annulée ; réélue le 27 septembre 2015 Réélue pour le mandat 2020-2026, |

## Longévité

### Liste des maires par durée de mandat
| Rang | Nom                                           | Durée  |
| ---- | --------------------------------------------- | ------ |
| 1    | Charles Hyacinthe Joseph Lespagnol de Grimbry | 45 ans |
| 2    | Gérard Vignoble                               | 37 ans |
| 3    | Henri Détailleur                              | 23 ans |
| 4    | Louis-Théodore-Joseph Brulois                 | 21 ans |
| 5    | Célestin Droulers                             | 19 ans |
| 6    | Louis Lejeune-Mulliez                         | 18 ans |
| 7    | Gaston Heurtematte                            | 12 ans |
| 8    | Stéphanie Ducret                              | 11 ans |
| 9    | Pierre Herman                                 | 9 ans  |
| 10   | Ernest Dujardin                               | 8 ans  |

## Compléments